# Norah Vincent
Norah Mary Vincent (Detroit, 20 de setembro de 1968 – Suíça, 6 de julho de 2022) foi uma escritora estadunidense. Atuou como colunista semanal no Los Angeles Times, e colunista trimestral na revista LGBT The Advocate, além de ter publicado artigos em outros jornais americanos como The Village Voice, Salon, The New Republic, The New York Times, The New York Post, e The Washington Post.
Em 2006, ganhou destaque com o lançamento do livro Self-Made Man (Feito Homem), publicado no Brasil pela editora Planeta, no qual compartilha sua experiência de viver como um homem durante dezoito meses.

## Biografia
Vincent nasceu em Detroit no dia 20 de setembro de 1968, sendo a caçula de três irmãos. Sua mãe, Juliet (Randall) Ford, era atriz, e seu pai, Robert Vincent, era advogado na Ford Motor Company. Durante sua adolescência, morou em Londres quando seu pai foi transferido à trabalho. Ao retornar aos Estados Unidos, formou-se em filosofia pelo Williams College em 1990 e, em seguida, fez uma pós-graduação em filosofia no Boston College por 11 anos.

## Carreira

### Self-Made Man
Lançado em 2006, Vincent conta neste livro sua experiência de viver disfarçada como um homem ao longo de 18 meses. Ela também concedeu uma entrevista a Juju Chang no programa 20/20 da ABC News, e no programa HARDtalk Extra da BBC, onde falou sobre suas experiências com homens e mulheres. Durante esse período, ela se juntou a um clube de boliche masculino, participou de um grupo de terapia para homens, visitou um clube de strip-tease, flertou com mulheres e passou um tempo em um mosteiro.
Vincent disse que a única vez em que se considerou uma feminista rigorosa foi até o momento em que experimentou ser um homem. Desde então, ela entende completamente as vantagens de ser mulher e as desvantagens de ser homem, afirmando: "Gosto muito de ser mulher. Agora mais do que nunca, porque acho que é um privilégio".
Além disso, Vincent também afirmou ter adquirido mais compreensão e empatia pelas dificuldades enfrentadas pelos homens, dizendo: "Os homens passam por dificuldades. Eles têm problemas diferentes das mulheres, mas isso não significa que é melhor ou mais fácil. Eles precisam de nossa simpatia, amor e apoio; especialmente entre eles mesmos, precisam estar unidos".

### Voluntary Madness
Lançado em 2008, Voluntary Madness relata suas experiências como paciente internada em três instituições distintas para tratar problemas mentais: a primeira em uma ala de um hospital geral, a segunda em uma clínica particular no interior dos Estados Unidos e a terceira em uma clínica Nova Era.
No livro, ela também aborda o problema de pessoas que fingem estar doentes e de outras que se recusam a seguir os tratamentos recomendados pelos médicos, mesmo precisando. Essas pessoas são chamadas de "pseudopacientes" ou pacientes não cooperativos.

## Vida pessoal
Vincent era lésbica. Teve um breve casamento com sua parceira, Kristen Erickson, mas logo se divorciaram.
Ela se descreveu como libertária e crítica do pós-modernismo, e do multiculturalismo. Também não acreditava que as pessoas trans fossem do sexo com o qual se identificavam, o que levou a ser acusada de intolerância.
No livro Voluntary Madness, Vincent relata sua batalha de uma década contra uma grave depressão resistente ao tratamento, mencionando que "seu cérebro nunca mais foi o mesmo após o início do tratamento com SSRIs". O estresse emocional de manter uma identidade falsa durante a produção de Self-Made Man causou-lhe um colapso depressivo, levando-a a internar-se voluntariamente em uma clínica psiquiátrica.
Vincent morreu por suicídio assistido em uma clínica na Suíça em 6 de julho de 2022, aos 53 anos.

## Obras
- Self-Made Man (Viking Adult, 2006)
- Voluntary Madness (Viking Adult, 2008)
- Thy Neighbor (Viking Adult, 2012)
- Adeline: A Novel of Virginia Woolf (Houghton Mifflin Harcourt, 2015)